# Insenatura di Hilton
L'insenatura di Hilton (in inglese Hilton Inlet) è un'insenatura ricoperta di ghiaccio, lunga circa 35,4 km e larga 19, situata sulla costa di Black, nella quale si insinua in direzione ovest, nella parte orientale della Terra di Palmer, in Antartide. L'insenatura si estende in particolare da capo Darlington a capo Knowles.
All'interno dell'insenatura, le cui acque sono ricoperte dalla piattaforma glaciale Larsen D, o comunque delle cale situate sulla sua costa, si gettano diversi ghiacciai, tra cui il Beaumont, il Gruening e lo Spiess.

## Storia
L'insenatura di Hilton fu scoperta da alcuni membri del Programma Antartico degli Stati Uniti d'America di stanza alla base Est che nel 1940 esplorarono questa costa sia via terra che con ricognizioni aeree. Gli stessi la battezzarono poi così in onore Donald C. Hilton, membro  della divisione ricognitori, che esplorò la costa di Black spingendosi verso sud fino alla suddetta insenatura.